# بوثريميات
البوثريميات (Bothremydidae) هي فصيلة منقرضة من السلاحف جانبية الرقبة، ومثل معظم أقاربها الحديثة كانت غالبًا تعيش في المياه العذبة، ولكن عدة أنواع منها كانت زواحف بحرية. وهي ليست مرتبطة بالسلاحف البحرية الحديثة، كانت سلاحف قارتة نشطة متنقلة، وقد انقرضت في عصر الإيوسين.